# Olympische Sommerspiele 1964/Teilnehmer (Madagaskar)
| Gelbes Symbol für Goldmedaillen mit stilisierten Olympischen Ringen | Graues Symbol für Silbermedaillen mit stilisierten Olympischen Ringen | Braundes Symbol für Bronzemedaillen mit stilisierten Olympischen Ringen |
| ------------------------------------------------------------------- | --------------------------------------------------------------------- | ----------------------------------------------------------------------- |
| —                                                                   | —                                                                     | —                                                                       |

Madagaskar nahm an den Olympischen Sommerspielen 1964 in der japanischen Hauptstadt Tokio mit einer Delegation von drei Athleten teil. Es war das olympische Debüt des afrikanischen Staates.

## Teilnehmer nach Sportarten

### Leichtathletik
Laufen und Gehen 
| Athleten                   | Wettbewerb | Vorlauf   | Vorlauf | Viertelfinale | Viertelfinale | Halbfinale    | Halbfinale    | Finale        | Finale        | Rang |
| Athleten                   | Wettbewerb | Zeit      | Rang    | Zeit          | Rang          | Zeit          | Rang          | Zeit          | Rang          | Rang |
| -------------------------- | ---------- | --------- | ------- | ------------- | ------------- | ------------- | ------------- | ------------- | ------------- | ---- |
| Herren                     |            |           |         |               |               |               |               |               |               |      |
| Jean Randrianjatavo        | 5000 m     | 15:50,4 m | 11      | ausgeschieden | ausgeschieden | ausgeschieden | ausgeschieden | ausgeschieden | ausgeschieden | -    |
| Jean-Louis Ravelomanantsoa | 100 m      | 10,8 s    | 6       | ausgeschieden | ausgeschieden | ausgeschieden | ausgeschieden | ausgeschieden | ausgeschieden | -    |
| Jean-Louis Ravelomanantsoa | 200 m      | 22,4 s    | 8       | ausgeschieden | ausgeschieden | ausgeschieden | ausgeschieden | ausgeschieden | ausgeschieden | -    |

 Springen und Werfen 
| Athleten      | Wettbewerb | Qualifikation | Qualifikation | Finale        | Finale        | Rang |
| Athleten      | Wettbewerb | Weite/Höhe    | Rang          | Weite/Höhe    | Rang          | Rang |
| ------------- | ---------- | ------------- | ------------- | ------------- | ------------- | ---- |
| Herren        |            |               |               |               |               |      |
| Marc Rabémila | Dreisprung | 14,62 m       | 28            | ausgeschieden | ausgeschieden | 28   |

## Weblink
- Olympiamannschaft Madagaskars 1964 in der Datenbank von Sports-Reference (englisch; archiviert vom Original)